# Kunststoff-Zentrum in Leipzig
Die Kunststoff-Zentrum in Leipzig gGmbH (KUZ) war ein mittelständiges Brancheninstitut, das praxisorientierte Forschungs- und Entwicklungsdienstleistungen im Bereich der kunststoffverarbeitenden und -anwendenden Industrie sowie fachspezifische Weiterbildungen durchführt. Gegründet wurde das KUZ 1960 und zählt damit zu den ältesten gemeinnützigen und wirtschaftsnahen Forschungseinrichtungen auf dem Gebiet der Kunststofftechnik.
Das KUZ ist u. a. in den Technologiebereichen Spritzgießen, Mikrokunststofftechnik, PUR-Verarbeitung, Kunststoffschweißen, Werkzeugtechnik, Compoundieren und Materialcharakterisierung tätig.

## Geschichte
Das KUZ wurde am 1. Juni 1960 als Zentrallaboratorium für Plastverarbeitung gegründet und war ein wissenschaftlich-technisches Zentrum der Vereinigung volkseigener Betriebe. Das Institut übernahm die Aufgabe der Grundlagenforschung und Automatisierung für 22 Betriebe der VVB (Vereinigung Volkseigener Betriebe) für Plastverarbeitung. Damalige Forschungsschwerpunkte und Schlüsseltechnologien lagen größtenteils in der Spritzgießverarbeitung und in der Prüftechnik.
Von Anfang an gehörte die Frage der Standardisierung zum Arbeitsgebiet des KUZ. Höhepunkt dieser Arbeit war die 1974 veröffentlichte und mit Partnern in der DDR erarbeitete TGL (Technische Normen, Gütevorschriften und Lieferbedingungen) 17448 „Plastformteile – Konstruktionsrichtlinien“. Ca. 85 % der gesamten Kunststoffverarbeitung der DDR wurden von dieser TGL angesprochen.
Im Laufe der 1970er Jahre ging aus der Vereinigung die VVB Plast- und Elastverarbeitung Berlin hervor. Das KUZ war dann mit eigenem Versuchsfeld und eigener Werkstatt als Hauptabteilung „Verfahrensentwicklung und Prüftechnik“ dem Direktionsbereich Forschung und Entwicklung des neu gegründeten Kombinats Presswerk Ottendorf-Okrilla zugeordnet.
Wissenschaftliche, wirtschaftliche und technologische Veränderungen führten langfristige Veränderungen der gGmbH herbei. Als erste industrielle Forschungsstelle ehemaliger DDR-Kombinate wurde das Institut nach der Wiedervereinigung Deutschlands im Jahr 1990 privatisiert. Mit der Gründung der Fördergemeinschaft für das Kunststoff-Zentrum in Leipzig e. V. wurde das KUZ 1991 zu einer gemeinnützigen Forschungseinrichtung umfirmiert. Der satzungsmäßige Zweck der Fördergemeinschaft, als alleiniger Gesellschafter des KUZ, besteht bis heute in der Förderung von Wissenschaft und Forschung durch die Unterstützung von kurz- und mittelfristigen Entwicklungszielen sowie die Bereitstellung von Mitteln für gemeinnützige Forschungsarbeiten.
Neben der ursprünglichen technologischen Ausrichtung wurde im Jahr 1996 mit dem Bau eines neuen Technikums ein weiterer Forschungsschwerpunkt auf die Polyurethanverarbeitung gelegt. Zudem wurde durch den Aufbau der Verbindungstechnik ein stärkerer Fokus auf interdisziplinäre und technologieorientierte Forschung gesetzt. Das KUZ verfolgte das Ziel, diese Technologien durch angewandte Forschungs- und Entwicklungsprojekte sowie Dienstleistungen weiter voranzutreiben und gleichzeitig als Kompetenzzentrum die Fachweiterbildung in den technologischen Bereichen zu fördern.
Im Jahr 2010 wurde eine technische Grundlage für die Kombination der Verfahren Spritzgießen und PUR-Reaktionstechnik geschaffen, wodurch eine Verbindung zwischen den beiden Technologien ermöglicht wurde. Die Eröffnung des Applikationszentrums für Mikrokunststofftechnik („MiKA“) im Jahr 2014 bündelte das in verschiedenen Entwicklungsschritten erworbene Know-how auf dem Gebiet der Mikrokunststofftechnologien und schuf eine Basis für anwendungsorientierte Industrieprojekte.
Am 11. März 2025 hat das Amtsgericht Leipzig die "vorläufige Insolvenzverwaltung über das Vermögen der Kunststoff-Zentrums in Leipzig gGmbH (KUZ)" angeordnet. In Schieflage war das Forschungszentrum durch einen Rückgang der Aufträge in der Automotive-Branche geraten. Fehlende Fördermittel sollen auch ein Grund gewesen sein. In einem Pop-up auf der Website des KUZ heißt es nach der Erklärung des Insolvenzverfahrens, man werde den Berieb einstellen.

## Tätigkeit

### Forschung
Das KUZ führt anwendungsorientierte Forschung mit Unterstützung öffentlicher Förderung sowie freie Auftragsforschung durch. Die Forschungsschwerpunkte sind Miniaturisierung, Funktionalisierung, Leichtbau, Digitalisierung/KI sowie Nachhaltigkeit/Recycling. Ein besonderer Fokus liegt auf der Entwicklung ressourcenschonender Kunststoffverarbeitungsverfahren. Das Institut kooperiert dabei mit Industriepartnern und ist in Forschungsnetzwerke eingebunden.

### Engineering
Für Auftraggeber aus der Wirtschaft sowie dem öffentlichen Sektor bietet das KUZ Entwicklungsdienstleistungen für die Kunststoffbranche an. Das Leistungsspektrum umfasst dabei:
- Werkstoffentwicklung
- Formteilentwicklung
- Werkzeugauslegung
- Simulation
- Prozessentwicklung
- Prozessautomation
- Intelligente Prozessregelung, Digitalisierung und Maschinelles Lernen
- Prototypen- und Kleinserienfertigung

### Kunststoffprüfung
Das KUZ verfügt über ein Prüflaboratorium, welches nach den Richtlinien der DIN EN ISO/IEC 17025 der Deutschen Akkreditierungsstelle (DAkkS) akkreditiert wurde. Das Leistungsspektrum umfasst die Prüfung von mechanischen, thermischen, rheologischen, optischen und elektrischen Prüfungen an Kunststoffen und Kunststofferzeugnissen. Auch die Bestimmung des Brennverhaltens von Werkstoffen sowie Umweltsimulationen an polymeren Werkstoffen im Fahrzeugbereich umfassen die Akkreditierung.

### Weiterbildung
Das Weiterbildungsangebot des KUZ richtet sich an die Kunststoffbranche. In Seminaren und Lehrgängen soll das Know-how der Teilnehmer in den Bereichen Kunststofftechnologie, Fertigungsprozesse und Innovationen erweitert und vertieft werden. Die Schulungen umfassen alle Technologiebereiche des KUZ. Speziell im Bereich des Kunststoffschweißens ist das KUZ anerkannte Aus- und Weiterbildungs- sowie Prüfstelle des DVS – Deutscher Verband für Schweißen und verwandte Verfahren e. V.
Zusätzlich bietet das KUZ regelmäßig Fachtagungen an, die den Austausch von Wissen und Best Practices zwischen Fachleuten aus der Industrie und Wissenschaft fördern. Beispielsweise die Fachtagung „Kunststoff trifft Medizintechnik“, welche seit dem Jahr 2018 regelmäßig in Leipzig stattfindet.

## Wissens- und Technologietransfer

### Interessenvertretungen
Das KUZ ist Mitglied in landes- und bundesweiten Institutsverbünden. Seit der Gründung im Jahr 2014 ist das KUZ Mitglied der Sächsischen Industrieforschungsgemeinschaft e. V. (SIG). Ziele der SIG sind mit einer Stimme für die sächsischen gemeinnützigen externen Industrieforschungseinrichtungen zu sprechen, die Kräfte der Industrieforschungseinrichtungen zu bündeln und qualifizierte Arbeitsplätze in Forschung und Industrie in Sachsen zu sichern und auszubauen.
Seit 2015 ist das KUZ zusammen mit weiteren gemeinnützigen Instituten Deutschlands Mitglied der Zuse-Gemeinschaft (Deutsche Industrieforschungsgemeinschaft Konrad Zuse e. V.). Diese vertritt technologie- und branchenoffen die Interessen unabhängiger privatwirtschaftlich organisierter Forschungseinrichtungen. Die Gemeinschaft der Mitgliedsinstitute sammeln Erkenntnisse der Wissenschaft und übertragen diese in anwendbare Technologien und Innovationen.
Das KUZ ist außerdem Mitglied beim Verband Innovativer Unternehmen e. V. (VIU), der sich für die Stärkung der Industrieforschung und die effiziente Markteinführung von Innovationen im industriellen Mittelstand einsetzt.

### Fachverbände und Netzwerke
Das KUZ wirkt in verschiedenen Fachverbänden und Netzwerken mit:
- Automotive Cluster Ostdeutschland e. V.
- BioFoN – Zukunftsnetzwerk biobasierte Polymere
- Building 3D e. V.
- DVS – Deutscher Verband für Schweißen und verwandte Verfahren e. V.
- FSK – Fachverband Schaumkunststoffe und Polyurethane e. V.
- Gesellschaft für Umweltsimulation e. V.
- Interessengemeinschaft Kunststoffrecyclinginitiative Sachsen e. V.
- IVAM e. V. – Fachverband für Mikrotechnik
- Leichtbau-Allianz Sachsen e. V.
- POLYKUM e. V.
- StreckFaserKunststoff (SFK)
- TecPart – Verband technische Kunststoff-Produkte e. V.
- VUP – Deutscher Verband Unabhängiger Prüflaboratorien e. V.

### Fachbeiräte
Bei der Ausrichtung seiner Forschungsvorhaben wird das Institut von Fachbeiräten unterstützt. Die Fachbeiräte treffen sich jährlich, um abgeschlossene und laufende Projekte hinsichtlich Nutzen und Anwendbarkeit zu diskutieren. Die Fokusfelder sind identisch mit den strategischen Schwerpunkten: Leichtbau, Funktionalisierung, Miniaturisierung, Polyurethan-Verarbeitung, Nachhaltigkeit/Recycling und Digitalisierung/KI.

### Kooperationen
Die Junior-Ingenieur-Akademie (JIA) ist ein Bildungsprogramm der Deutsche Telekom Stiftung, das Schülerinnen und Schülern der Klassen 8 und 9 ingenieurwissenschaftliche und technische Themen näherbringt. Das KUZ ist Teil des Netzwerks aus Schulen und Unternehmen und vermittelt in dem Bildungsprogramm theoretisches und praktisches Wissen durch Workshops und Praktika.
Gemeinsam mit dem Chemielehrerfortbildungszentrum Leipzig-Jena bietet das KUZ eine Fortbildung für Chemielehrer an Gymnasien und Sekundarschulen an. Die Veranstaltungen unterstützen Lehrkräfte bei ihrer täglichen Arbeit und geben Anregungen für den Unterricht. Zu den Schulungsschwerpunkten am KUZ zählen Kunststoff als moderner Werkstoff, Recycling und Polyurethan.

## Auszeichnungen
Die vom KUZ ins Leben gerufene Initiative „RecyclingDay“ vermittelt Grundschülern seit 2022 ein grundlegendes Verständnis zu Prozessen und Zusammenhängen der Kreislaufwirtschaft von Kunststofferzeugnissen. Im Fokus des Mitmachprojekts stehen Abfalltrennung und Wiederverwendung von Wertstoffen. Das Projekt wurde 2022 beim „Projekt Nachhaltigkeit“ und 2023 mit dem „eku-Zukunftspreis“ ausgezeichnet.